# Gmina Utica (Iowa)

Położenie Gminy Utica w hrabstwie Chickasaw

Gmina Utica (ang. Utica Township) – gmina w USA, w stanie Iowa, w hrabstwie Chickasaw. Według danych z 2000 roku gmina miała 525 mieszkańców, a jej powierzchnia wynosi 138,97 km².